# Прапор Бершадського району
Пра́пор Бе́ршадського райо́ну — один із символів Бершадського району Вінницької області. Затверджений 12 липня 2007 року рішенням 8 сесії Бершадської районної ради 5 скликання. Прапор розроблений на основі місцевих історичних джерел та пам'яток з урахуванням головних правил геральдики та прапорництва Максимчуком В. Д. та Коновалом В. А.

## Опис
Прапор району являє собою прямокутне полотнище червоного кольору із співвідношенням сторін 2:3.
На прапорі — стилізоване зображення срібного хреста (найдавнішого геральдичного знака Брацлавщини), в перетині якого основний елемент герба району — сторожова вежа села Баланівки, найдавніша архітектурна та історична пам'ятка району.
Прапор району двосторонній.

## Символіка
- Червоний колір символізує великодушність, мужність, відвагу, сміливість.
- Срібний уособлює чистоту та непорочність.
- Червоні смуги вказують на основний колір гербу району, який в свою чергу відображує тло герба Брацлавщини.
- Білі смуги відтворюють колір прапора Поділля.
- Вежа представляє південну частину району.
- Хрест уособлює річки району: Південний Буг та його притоки Удич і Дохна.